# Dorival Júnior
Dorival Silvestre Júnior (Araraquara, 25 de abril de 1962) é um treinador e ex-futebolista brasileiro que atuava como volante. Atualmente comanda o Corinthians.

## Carreira como jogador
Quando jogador, Dorival era conhecido apenas como Júnior. Deu seus primeiros passos no futebol no dente-de-leite do Atlas, de Araraquara, e passou pelo infantil do Marília por dois anos.
Transferiu-se para os juvenis da Ferroviária em 1978, onde começou sua carreira profissional em 1982.
Posteriormente passou pelo Marília, antes de se destacar e transferir-se para o Guarani em 1984. No ano seguinte começou a fazer história em Santa Catarina, primeiro jogando pelo Avaí e, em seguida, pelo Joinville.
Retornou ao interior paulista em 1988, dessa vez para jogar no São José-SP. No mesmo ano, transferiu-se para o Coritiba.
O volante foi para o Palmeiras em 1989, sendo contratado por 120 mil cruzados. Dorival atuou em mais de 100 partidas pelo Periquito, destacando-se e permanecendo até 1992. Foi vendido ao Grêmio no início de 1993, sendo um dos líderes do grupo comandado por Felipão que conquistou o Campeonato Gaúcho. No ano seguinte continuou no Rio Grande do Sul, mas dessa vez vestindo a camisa do Juventude.
Seu último clube foi o Botafogo-SP, por onde atuou entre 1998 e 1999, tendo sido inclusive capitão.

## Carreira como treinador

### Ferroviária
No ano de 2002, a Ferroviária disputava a Série A3 do Paulistão, e a campanha foi terrível até o final do primeiro turno. A pressão política sobre o time eram enormes, e só se falava em escapar do rebaixamento. Em apenas 15 partidas, já haviam passado três treinadores pelo time: Zé Humberto, Polozzi e Edson Mariano.[carece de fontes?]
Formado em educação física, Dorival Júnior, então auxiliar-técnico no Figueirense, aceitou o desafio por amor à Ferroviária e já estreou exatamente num estádio bem familiar: o Parque Antarctica. O adversário foi o Palmeiras B. A Locomotiva jogou muita bola nesse dia, com muita marcação no meio-campo e saídas em contra-ataque velozes, características do treinador. O goleiro palmeirense Sérgio fez grandes defesas, enquanto pelo lado grená, Wagner falhou em dois dos três lances alviverdes que foram convertidos. Fim de jogo: 3–2 para o Palmeiras.[carece de fontes?]
No jogo seguinte, na Fonte Luminosa, a Ferrinha conseguiu bater o Barretos. Foi a primeira vitória de Dorival Júnior no comando da equipe. Entretanto, no outro jogo, contra o ECO de Osasco, a Ferroviária acabou cedendo um gol no último minuto de jogo e foi derrotada novamente.[carece de fontes?]
Na sequência, veio um outro resultado péssimo: empate em 1–1 contra o Sertãozinho em casa. Então, quando já se falava na necessidade de um comando com mais experiência para um momento tão turbulento, veio novamente um triunfo. O Taquaritinga tinha uma equipe superior e, em plena Fonte Luminosa, fez 3–0 em 16 minutos. Inabalado mesmo com o clima tenso no estádio, Júnior fez alterações ousadas e a Ferrinha conseguiu uma virada inesquecível, vencendo por 4–3. Com a heroica virada, Dorival e seus comandados foram à Bebedouro enfrentar a Inter de Bebedouro confiantes e, apesar de voltar para Araraquara apenas com um modesto empate sem gols, a Locomotiva ainda conseguiu colocar três bolas na trave.[carece de fontes?]
As duas últimas partidas de Dorival, apesar de terem resultado em derrotas (3–1 para o Garça, em Garça), e 3–2 para o XV de Jaú, na Fonte Nova), acabaram determinando o retorno de Dorival ao Figueirense, só que no cargo de gerente de futebol. Dorival comandou a equipe araraquarense em apenas oito partidas: duas vitórias, dois empates e quatro derrotas. Mas, no fim das contas, a Ferroviária escapou do rebaixamento em 2002.[carece de fontes?]

### Figueirense
Após trabalhos como auxiliar-técnico e gerente de futebol no Figueira, Dorival estreou efetivamente como técnico no clube em 2003, logo faturando o campeonato estadual no ano seguinte.[carece de fontes?]

### Fortaleza, Criciúma e Juventude
No ano de 2005 comandou o Fortaleza, onde foi demitido na reta final do Campeonato Cearense, após empatar um Clássico-Rei. No mesmo ano, ainda treinou dois de seus ex-clubes dos tempos de jogador: Criciúma e Juventude.

### Sport, Avaí e São Caetano
Em 2006, conquistou o Campeonato Pernambucano pelo Sport. No mesmo ano, também comandou Avaí e São Caetano. Como treinador do clube paulista, conquistou um desagradável 18º lugar no Brasileirão, resultado que rebaixou o Azulão para a Série B.

### Permanência e ascensão no São Caetano
Apesar do rebaixamento, Dorival Júnior permaneceu e fez ótima campanha no São Caetano no ano seguinte, eliminando o São Paulo nas semifinais do Campeonato Paulista e, em seguida, terminando como vice na competição, perdendo a final para o Santos. No dia seguinte, Dorival deixou o Azulão e transferiu-se para o Cruzeiro.

### Ida ao Cruzeiro e crescimento no cenário nacional
No Cruzeiro, que havia perdido o Campeonato Mineiro de 2007 para o maior rival, administrou um princípio de crise e pôs o time entre os favoritos ao título do Campeonato Brasileiro. No entanto, nas últimas onze rodadas do campeonato, o time mineiro sofreu uma queda de rendimento que quase o afastou da zona de classificação à Libertadores de 2008. Por essa razão, os dirigentes do Cruzeiro deixaram de renovar o contrato do treinador.[carece de fontes?]

### Coritiba
No final de 2007, Dorival Júnior foi cotado para assumir o Palmeiras, mas acabou acertando com o Coritiba para a temporada de 2008.

### Vasco da Gama e título da Série B de 2009
No final de 2008, Dorival não renovou seu contrato com o Coritiba, e assinou com o Vasco da Gama para enfrentar um grande desafio: devolver o clube carioca à elite do futebol brasileiro.
O objetivo foi alcançado com algumas rodadas de antecedência, ao vencer o Juventude por 2–1. O título da Série B veio poucas semanas depois, com o triunfo sobre o América de Natal, também por 2–1. No final de novembro, Dorival e a diretoria do clube decidiram não renovar o contrato para a temporada de 2010.

### Santos
Assim que o presidente Luis Álvaro de Oliveira Ribeiro assumiu a presidência, em 15 de dezembro, Dorival foi contratado pelo Santos por dois anos, em substituição a Vanderlei Luxemburgo. O presidente do clube depositou nele muita confiança para 2010. Com uma equipe extremamente ofensiva, com jogadores como Robinho, Neymar e Paulo Henrique Ganso, Dorival levou o Santos à conquista do Campeonato Paulista de 2010, superando o Santo André numa final muito disputada. No mesmo ano também foi campeão da Copa do Brasil, ao derrotar o Vitória na final.

#### Rixa com Neymar e saída
Após rixa com o atacante Neymar, em episódio no qual o jovem jogador xingou o então técnico por ter sido proibido de cobrar um pênalti, Dorival disse que deixaria o atacante fora do clássico contra o Corinthians, declaração essa que não agradou à diretoria santista e resultou em sua demissão por "insubordinação". Após ser demitido, acertou com o Atlético Mineiro, com a missão de salvar a equipe do descenso para a Série B.

### Atlético Mineiro e salvação do rebaixamento em 2010
O Atlético Mineiro, quando da apresentação de Dorival, se encontrava há mais de 20 rodadas na zona de rebaixamento, a sete pontos do primeiro time fora do chamado Z-4 e, segundo estatísticas especializadas, com 89% de chances de rebaixamento. Dorival Júnior conseguiu restabelecer a confiança da equipe, trabalhou a parte psicológica dos jogadores, ficando célebres os clássicos disputados contra um grande rival, o Flamengo, onde o Galo venceu por 4–1; e contra o maior rival, o Cruzeiro, em 24 de outubro de 2010, onde a palestra pré-jogo feita por Paulo Storani, ex-capitão do BOPE, fez com que a equipe revertesse uma série de vitórias do Cruzeiro sobre o Atlético (nos 16 dérbis anteriores, a equipe do Cruzeiro havia vencido 13, empatado dois e perdido apenas um, quando jogou com uma equipe reserva). O Atlético acabou vencendo o Cruzeiro por 4–3, com três gols de Obina e um de Réver.
Em 28 de novembro, Dorival Júnior conseguiu livrar o Atlético do rebaixamento, faltando apenas uma rodada para o final do Campeonato Brasileiro: em 12 jogos comandando o Galo, obteve 24 pontos, a mesma quantidade de pontos que seu antecessor, Vanderlei Luxemburgo, havia conquistado com o dobro de jogos.[carece de fontes?]

### Internacional
No dia 12 de agosto de 2011, o Internacional acertou a contratação de Dorival Júnior. Dias antes, Fernandão, diretor técnico e ex-jogador do Inter, se reuniu com o técnico em um hotel na cidade de Florianópolis, e ambos selaram as bases salariais do treinador. Ele foi apresentado oficialmente na terça-feira, 16 de agosto. Sua estreia como comandante do clube foi no dia 17 de agosto, na vitória por 1–0 sobre o Botafogo, com gol de Leandro Damião. Uma semana depois, comandou a equipe na conquista do título da Recopa Sul-Americana, conquistada sobre o argentino Independiente, no Beira-Rio, por 3–1. No final do ano, o treinador conseguiu classificar o time para a Copa Libertadores da América graças a uma vitória na última rodada por 1–0 contra o rival Grêmio, com gol de Andrés D'Alessandro.
Conquistou o Campeonato Gaúcho no dia 13 de maio de 2012, também no Beira-Rio, sobre o Caxias. A equipe colorada, que venceu por 2–1, havia empatado o primeiro jogo por 1–1, realizado no Estádio Centenário. Já no dia 20 de julho, depois de pesadas críticas por parte da torcida colorada, foi anunciada a sua demissão. O cargo seria ocupado pelo ex-diretor de futebol, Fernandão.

### Flamengo
Em 25 de julho de 2012, cerca de uma semana após ser demitido do Internacional, o Flamengo, que também havia demitido seu até então treinador (Joel Santana, que foi demitido em 23 de julho) acertou a contratação de Dorival, inicialmente até o fim de 2013. Mesmo sem tempo para treinar o time, Dorival estreou pelo Flamengo logo no dia seguinte ao acerto, numa partida contra a Portuguesa, e comandou o time no empate sem gols em 0–0.
O treinador foi demitido no dia 16 de março de 2013, por falta de acordo na redução de seus rendimentos.

### Retorno ao Vasco
Em 10 de julho de 2013, Dorival Júnior foi anunciado como o novo treinador do Vasco da Gama.
Após uma sequência de resultados negativos que levaram o clube ficar entre os quatro últimos do Campeonato Brasileiro, Dorival foi demitido no dia 28 de outubro.

### Fluminense
Comandou o clube a partir de 11 de novembro de 2013, em substituição à Vanderlei Luxemburgo, com a missão de tirar o time da zona de rebaixamento nas últimas rodadas do Campeonato Brasileiro. Com o caso do Flamengo perder quatro pontos no STJD pela escalação irregular do jogador André Santos, Dorival teve êxito.

### Palmeiras
No dia 3 de setembro de 2014, assumiu o comando do Palmeiras e assinou contrato até dezembro. A equipe conseguiu se salvar do rebaixamento para a série B apenas na última rodada, com a pior pontuação do primeiro time fora da zona dos quatro últimos rebaixados desde a edição de 2006, com 40 pontos. No dia seguinte foi demitido.

### Retorno ao Santos
Em 9 de julho de 2015, o técnico acertou seu retorno ao Santos até o final de 2017. Dorival assumiu o time em crise, ocupando o 18° do Campeonato Brasileiro. Em pouco tempo recuperou os resultados, tirando o time da zona de rebaixamento. Encerrou o Brasileirão em 7º lugar e ficou com o vice na Copa do Brasil, perdendo para o Palmeiras na final.
No primeiro semestre de 2016, Dorival levou o Santos ao título do Campeonato Paulista. Já pela Copa do Brasil, o time acabou sendo eliminado pelo Internacional nas quartas de final. Mesmo com um orçamento limitado, o Peixe terminou o Campeonato Brasileiro como vice-campeão, garantindo assim, após cinco anos, uma vaga na Copa Libertadores da América.
O treinador foi demitido do Santos no dia 4 de junho de 2017, após uma derrota por 2–0 diante do Corinthians, pela 4ª rodada do Campeonato Brasileiro. No total, somando as duas passagens, Dorival comandou o Peixe em 189 partidas, com 111 vitórias, 34 empates e 44 derrotas.

### São Paulo
Em 5 de julho de 2017, foi anunciado pelo presidente Carlos Augusto de Barros e Silva, o Leco, como novo treinador do São Paulo, assinando até o fim de 2018 para substituir Rogério Ceni.
Em 9 de março de 2018, um dia após derrota no clássico para o Palmeiras, foi demitido. No total, comandou o São Paulo em 40 partidas, com 17 vitórias, 11 empates e 12 derrotas.

### Retorno ao Flamengo e trabalho a curto prazo
Em 28 de setembro de 2018, acertou o seu retorno ao Flamengo para comandar a equipe nos últimos doze jogos do Campeonato Brasileiro.

### Athletico Paranaense
No dia 27 de dezembro de 2019, foi anunciado como novo treinador do Athletico Paranaense para 2020.
Pelo Furacão, Dorival conquistou o Campeonato Paranaense em cima do rival Coritiba. O técnico acabou sendo demitido no dia 28 de agosto de 2020, após uma sequência de quatro derrotas seguidas no Campeonato Brasileiro.

### Ceará
Depois de pouco mais de um ano e meio do seu último trabalho, foi anunciado como novo treinador do Ceará no dia 28 de março de 2022. Estreou pelo Vozão no dia 5 de abril, numa vitória por 2–1 contra o Independiente, válida pela Copa Sul-Americana.
Pela equipe cearense, conseguiu emplacar uma campanha notável na Sul-Americana ao vencer todas as seis partidas da fase de grupos. O grande desempenho na competição atraiu olhares de outras equipes.

### Flamengo (terceira passagem)
Após a demissão do português Paulo Sousa, Dorival foi anunciado pelo Flamengo no dia 10 de junho de 2022. O treinador reestreou pela equipe rubro-negra no dia seguinte, na derrota por 3–1 contra o Internacional, fora de casa, válida pela 11ª rodada do Campeonato Brasileiro.
Em 7 de setembro, após o Flamengo eliminar o Vélez Sarsfield, Dorival chegou a sua primeira final de Copa Libertadores da América. Depois de assumir o lugar de Paulo Sousa, que comandou o Rubro-Negro na fase de grupos, o treinador chegou na final com 100% de aproveitamento, com seis vitórias em seis jogos da fase mata-mata.
Conquistou seu primeiro título pelo Rubro-Negro no dia 19 de outubro, após superar o Corinthians na final da Copa do Brasil. As equipes, que já haviam empatado em 0–0 no jogo de ida, novamente empataram no jogo da volta, dessa vez por 1–1. No entanto, o Flamengo venceu por 6–5 na disputa por pênaltis e conquistou seu quarto título da competição, o segundo de Dorival. Já no dia 29 de outubro, após a vitória por 1–0 sobre o Athletico Paranaense na final realizada em Guaiaquil, o treinador sagrou-se campeão da Copa Libertadores da América.

#### Saída
Dorival anunciou sua saída do Flamengo no final da noite de 25 de novembro. Com contrato até o final de 2022, o treinador não teve seu vínculo renovado para 2023 e deixou o clube rubro-negro pouco mais de cinco meses após sua chegada. Pesou na decisão a queda técnica que o time apresentou nas duas finais disputadas, contra Corinthians e Athletico-PR, além das quatro rodadas finais do Campeonato Brasileiro, em que perdeu três jogos e empatou um.
| “                              | Financeiramente não seria um problema para a renovação. A diretoria entendeu que era o momento de uma mudança e eu respeito isso. Eu deixo aqui um agradecimento aos jogadores, aos funcionários do clube que fizeram do nosso dia-a-dia muito leve. Eu carrego no coração toda a história e a participação de cada um de vocês que, às vezes sem ter da onde tirar, estão ali torcendo. Fazendo com o que o Flamengo se sinta cada vez mais forte e lutando pelas melhores posições. | ” |
| — Dorival Júnior, no Instagram | |   |

### Retorno ao São Paulo
Acertou seu retorno ao São Paulo no dia 20 de abril de 2023, novamente para suceder Rogério Ceni, e assinou com o clube paulista até o fim de 2024. O treinador reestreou pelo Tricolor no dia 22 de abril, numa vitória por 3–0 contra o América-MG, no Morumbi, válida pela 2ª rodada do Brasileirão. O clube mineiro, apesar de ter pressionado bastante, parou nas defesas do goleiro Rafael.
Com Dorival no comando, a equipe passou a ter ótimos resultados. Invicto nas primeiras onze partidas, tornou-se o primeiro treinador do Tricolor no século XXI a não perder nenhum dos seus primeiros dez jogos no comando da equipe. Dentre as principais virtudes nos primeiros meses de trabalho, estavam a liderança e a melhor campanha da fase de grupos da Copa Sul-Americana, não tendo que passar pela fase de play-offs, além da classificação para a semifinal da Copa do Brasil. Pela competição brasileira, o São Paulo venceu por 3–1 no agregado contra o rival Palmeiras, depois de ter vencido o primeiro jogo por 1–0 e ter virado a partida de volta para 2–1.
Em agosto, eliminou o rival Corinthians na semifinal da Copa do Brasil com uma vitória por 2–0 no jogo de volta, no Morumbi, que contou com gols de Wellington Rato e Lucas. Com o triunfo, que levou o São Paulo à final da competição depois de 23 anos, Dorival enfrentaria o Flamengo, seu ex-clube. No dia 24 de setembro, o São Paulo sagrou-se campeão da Copa do Brasil pela primeira vez em sua história. Após uma vitória por 1–0 no jogo de ida da final, realizado no Maracanã, no jogo da volta o Tricolor empatou por 1–1 no Morumbi e conquistou a competição superando o rubro-negro carioca. Com o título, o treinador juntou-se a Mano Menezes como os dois únicos técnicos que venceram duas Copas do Brasil consecutivamente. No entanto, Dorival é o primeiro a ser bicampeão consecutivo da competição por duas equipes diferentes.
No dia 7 de janeiro de 2024, o São Paulo confirmou a saída do treinador para a Seleção Brasileira. Nesta segunda passagem pelo clube, Dorival comandou o tricolor paulista em 54 oportunidades, com 24 vitórias, 13 empates e 16 derrotas. Em nota oficial divulgada pelo clube, o técnico afirmou que estaria realizando um sonho pessoal.

### Seleção Brasileira
Dorival foi anunciado oficialmente como treinador da Seleção Brasileira no dia 10 de janeiro de 2024, substituindo Fernando Diniz, que havia sido demitido dias antes. Aos 61 anos, assumiu o cargo com a companhia dos auxiliares Lucas Silvestre (seu filho) e Pedro Sotero, além do preparador físico Celso Rezende. Em seu primeiro trabalho no comando do Brasil, venceu a Inglaterra por 1–0 no dia 23 de março, num amistoso realizado em Wembley.
O primeiro torneio oficial de Dorival foi a Copa América realizada nos Estados Unidos. A Seleção Brasileira estreou no dia 24 de junho, e ficou no empate em 0–0 contra a Costa Rica. Após se classificar em segundo lugar no Grupo D, o Brasil foi eliminado para o Uruguai no dia 6 de julho, nas quartas de final, nos pênaltis. Nas redes sociais, viralizou a imagem do treinador fora do centro da roda dos jogadores da Seleção Brasileira antes da disputa por pênaltis.
Em 28 de março de 2025, três dias após uma derrota por 4–1 para a Argentina pelas Eliminatórias da Copa do Mundo de 2026, o presidente da CBF, Ednaldo Rodrigues, anunciou em entrevista coletiva que Dorival não era mais o treinador da Seleção Brasileira. Dorival permaneceu no cargo por um ano e realizou dezesseis jogos pela Seleção, com sete vitórias, sete empates e duas derrotas, com 58,3% de aproveitamento.

### Corinthians
Em 28 de abril de 2025, foi anunciado pelo Corinthians com um contrato até o fim de 2026. Com essa contratação, Dorival se tornou o nono técnico a treinar os quatro grandes clubes de São Paulo. No mesmo dia de seu anúncio, o treinador ja comandou o primeiro trabalho com grupo no período da tarde. Sua coletiva de apresentação aconteceu no dia 29 de abril de 2025 no CT Joaquim Grava. Fez a sua estreia no comando do timão no dia 30 de abril de 2025, na vitória por 1–0 contra o Novorizontino, pelo jogo de ida no Estádio Doutor Jorge Ismael de Biasi, pela Copa do Brasil 2025.

## Controvérsias
Dorival esteve envolvido em episódios polêmicos com o meio-campista Paulo Henrique Ganso e o atacante Neymar:
- Em 2 de maio de 2010, na decisão do Campeonato Paulista de 2010, Ganso se recusou a obedecer a uma ordem direta de substituição de Dorival Júnior e permaneceu em campo até o final.[87]
- Já no dia 15 de setembro, em uma partida contra o Atlético Goianiense, ao receber ordens de Dorival, para não bater o pênalti, Neymar, furioso, discutiu com o treinador.[88] Segundo o site esportivo Lance!, a fúria de Neymar continuou após o jogo, no vestiário, chegando, inclusive, a atirar um copo com isotônico no auxiliar de Dorival.[89] O técnico da equipe goiana, René Simões, disse nunca ter visto um jogador tão "mal-educado" como Neymar e que estão "criando um monstro". O técnico da Seleção Brasileira, Mano Menezes, repudiou a atitude de Neymar.[90][91] O episódio acabou culminando com a demissão de Dorival.[92]
- Em 6 de outubro do mesmo ano, o periódico esportivo Lance! publicou uma reportagem na qual afirma que noitada de Neymar e de outros jogadores santistas com garotas de programa após um jogo contra o Grêmio, em Porto Alegre, iniciou queda de Dorival pois este, ao saber do ocorrido que foi registrado por câmeras de segurança do hotel em que a equipe estava hospedada, ficou revoltado e pediu punição a Neymar e os outros jogadores à diretoria do Santos, mas não foi atendido;[93]
- No dia 5 de janeiro de 2011, durante uma entrevista, o ex-volante santista Roberto Brum fez uma revelação polêmica sobre a demissão de Dorival: segundo o jogador, o elenco foi ameaçado de "não ganhar salário se Neymar não jogasse contra o Corinthians" e afirmou que "nem o presidente (Luis Álvaro de Oliveira Ribeiro) e nem o diretor de futebol (Pedro Luiz Nunes Conceição) queriam a demissão dele (Dorival). Mas a ordem veio lá de cima, de São Paulo. Ordem acima do presidente". Brum acrescentou que "o Dorival precisava ganhar o comando do grupo, e isso só iria acontecer com a punição a Neymar. O Dorival precisava ser respeitado. Ele é uma autoridade e o Neymar tinha que entender isso".[94]

## Vida pessoal
Dorival Júnior é casado e pai de três filhos, dois meninos e uma menina. É sobrinho de Dudu, ex-volante e ídolo do Palmeiras nas décadas de 1960 e 1970. Desde 2010, seu filho Lucas Silvestre trabalha como auxiliar do treinador.

## Estatísticas como treinador
Atualizadas até 18 de agosto de 2025.
| Clube                | Jogos | Vitórias | Empates | Derrotas | Aproveitamento |
| -------------------- | ----- | -------- | ------- | -------- | -------------- |
| Ferroviária          | 8     | 2        | 2       | 4        | 33.33%         |
| Figueirense          | 81    | 31       | 23      | 27       | 47.74%         |
| Fortaleza            | 25    | 13       | 8       | 4        | 62.67%         |
| Criciúma             | 7     | 3        | 1       | 3        | 47.62%         |
| Juventude            | 4     | 1        | 0       | 3        | 25%            |
| Sport                | 37    | 19       | 10      | 8        | 60.36%         |
| Avaí                 | 9     | 3        | 1       | 5        | 37.04%         |
| São Caetano          | 32    | 16       | 5       | 11       | 55.21%         |
| Cruzeiro             | 40    | 19       | 6       | 15       | 52.5%          |
| Coritiba             | 67    | 32       | 15      | 20       | 55.22%         |
| Vasco da Gama        | 91    | 47       | 24      | 20       | 60.44%         |
| Santos               | 189   | 111      | 34      | 44       | 64.73%         |
| Atlético Mineiro     | 51    | 25       | 10      | 16       | 55.56%         |
| Internacional        | 65    | 32       | 18      | 15       | 60.51%         |
| Flamengo             | 91    | 47       | 23      | 21       | 60.07%         |
| Fluminense           | 5     | 3        | 1       | 1        | 66.67%         |
| Palmeiras            | 20    | 6        | 5       | 9        | 38.33%         |
| São Paulo            | 92    | 42       | 22      | 28       | 53.62%         |
| Athletico Paranaense | 18    | 9        | 3       | 6        | 55.56%         |
| Ceará                | 18    | 11       | 4       | 3        | 68.52%         |
| Brasil               | 16    | 7        | 7       | 2        | 58.33%         |
| Corinthians          | 21    | 8        | 7       | 6        | 49.21%         |
| Total                | 987   | 487      | 229     | 271      | 57.08%         |

## Jogos pela Seleção Brasileira
Legenda:      Vitórias —      Empates —      Derrotas
|      | Data           | Competição                             | Local           | Placar    | Adversário     | Ref.    |
| 2024 | 2024           | 2024                                   | 2024            | 2024      | 2024           | 2024    |
| ---- | -------------- | -------------------------------------- | --------------- | --------- | -------------- | ------- |
| 1    | 23 de março    | Amistoso                               | Londres         | 1–0       | Inglaterra     | [ 96 ]  |
| 2    | 26 de março    | Amistoso                               | Madrid          | 3–3       | Espanha        | [ 97 ]  |
| 3    | 8 de junho     | Amistoso                               | College Station | 3–2       | México         | [ 98 ]  |
| 4    | 12 de junho    | Amistoso                               | Orlando         | 1–1       | Estados Unidos | [ 99 ]  |
| 5    | 24 de junho    | Copa América de 2024                   | Inglewood       | 0–0       | Costa Rica     | [ 100 ] |
| 6    | 28 de junho    | Copa América de 2024                   | Paradise        | 4–1       | Paraguai       | [ 101 ] |
| 7    | 2 de julho     | Copa América de 2024                   | Santa Clara     | 1–1       | Colômbia       | [ 102 ] |
| 8    | 6 de julho     | Copa América de 2024                   | Paradise        | 0–0 (2-4) | Uruguai        | [ 103 ] |
| 9    | 6 de setembro  | Eliminatórias da Copa do Mundo de 2026 | Curitiba        | 1–0       | Equador        | [ 104 ] |
| 10   | 10 de setembro | Eliminatórias da Copa do Mundo de 2026 | Assunção        | 0–1       | Paraguai       | [ 105 ] |
| 11   | 10 de outubro  | Eliminatórias da Copa do Mundo de 2026 | Santiago        | 2–1       | Chile          | [ 106 ] |
| 12   | 15 de outubro  | Eliminatórias da Copa do Mundo de 2026 | Brasília        | 4–0       | Peru           | [ 107 ] |
| 13   | 14 de novembro | Eliminatórias da Copa do Mundo de 2026 | Maturín         | 1–1       | Venezuela      | [ 108 ] |
| 14   | 19 de novembro | Eliminatórias da Copa do Mundo de 2026 | Salvador        | 1–1       | Uruguai        | [ 109 ] |
| 2025 |                |                                        |                 |           |                |         |
| 15   | 20 de março    | Eliminatórias da Copa do Mundo de 2026 | Brasília        | 2–1       | Colômbia       | [ 110 ] |
| 16   | 25 de março    | Eliminatórias da Copa do Mundo de 2026 | Buenos Aires    | 1–4       | Argentina      | [ 111 ] |

## Títulos como jogador
Joinville
- Campeonato Catarinense: 1987

Grêmio
- Campeonato Gaúcho: 1993

Juventude
- Campeonato Brasileiro - Série B: 1994

Matonense
- Campeonato Paulista - Série A2: 1997[112]

## Títulos como treinador
Figueirense
- Campeonato Catarinense: 2004

Sport
- Campeonato Pernambucano: 2006

Coritiba
- Campeonato Paranaense: 2008

Vasco da Gama
- Campeonato Brasileiro - Série B: 2009

Santos
- Campeonato Paulista: 2010 e 2016
- Copa do Brasil: 2010[113]

Internacional
- Recopa Sul-Americana: 2011
- Campeonato Gaúcho: 2012

Athletico Paranaense
- Campeonato Paranaense: 2020

Flamengo
- Copa do Brasil: 2022
- Copa Libertadores da América: 2022

São Paulo
- Copa do Brasil: 2023

### Prêmios individuais
- Melhor Treinador do Campeonato Pernambucano: 2006[114]
- Melhor Treinador do Campeonato Paulista: 2010[115][116]
- Troféu Telê Santana – Treinador do Ano: 2010[117][118]
- Melhor Treinador da Copa Libertadores da América: 2022[119][120]
- Troféu Mesa Redonda – Melhor Treinador da Temporada: 2022[121] e 2023[122]
- 10 Melhores Treinadores do Mundo (IFFHS): 2022[123]
- Melhor Treinador da Copa do Brasil: 2023[124]
- Troféu Aceesp: 2023[125]

#### Honrarias
- Diploma de Honra ao Mérito da Câmara Municipal de Araraquara[126]